# Quechua (zóna)

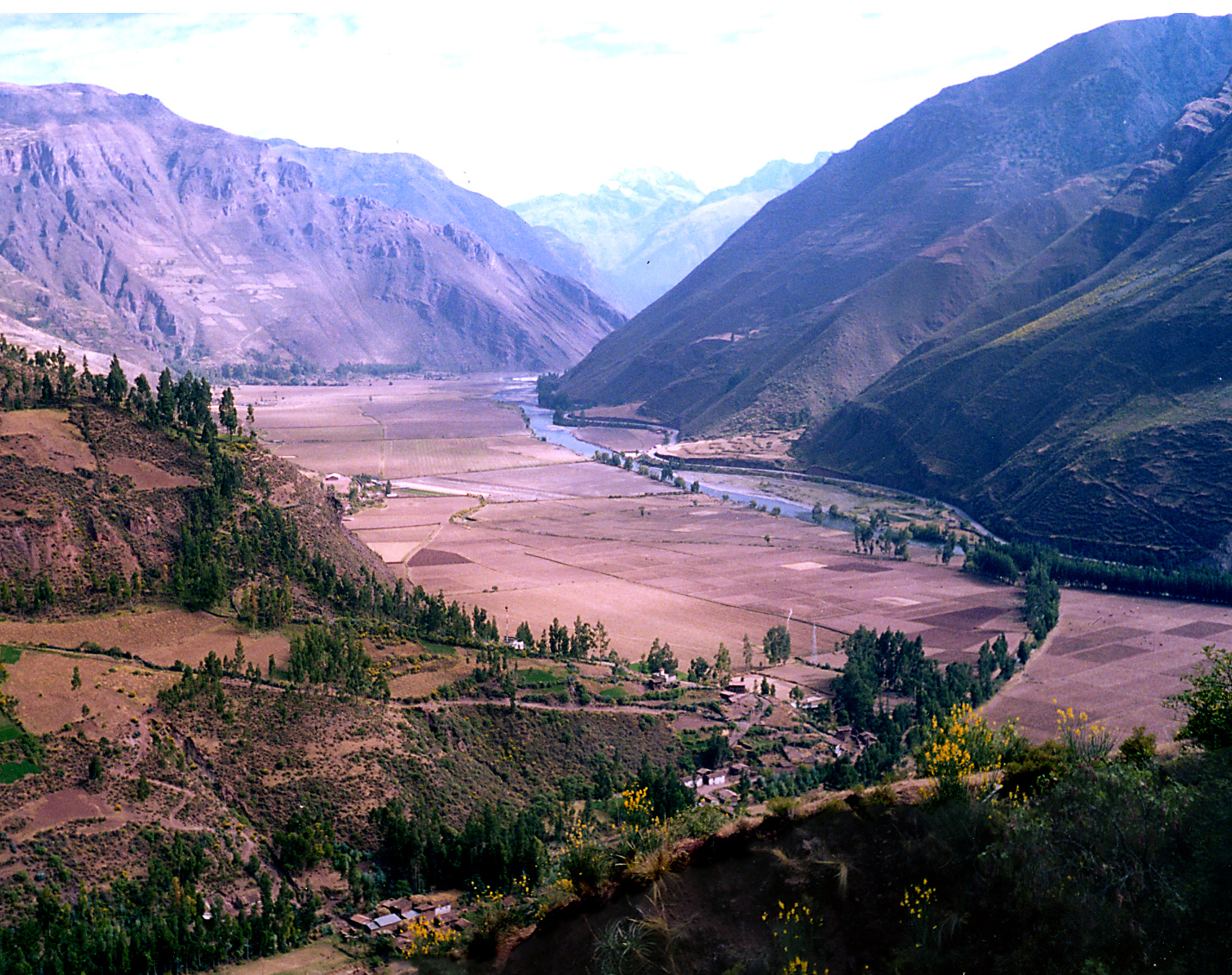
Údolí Urubamba

Quechua je název pro agroekologickou zónu výškového charakteru v Andách. Své jméno má po Kečuech obývajících bolivijské Andy nebo po jazyce „Quechua“ (česky kečuánština). Quechua je vlastně španělský přepis z kečuánského slova „quishwa“, který česky znamená „mírná zóna“.
Nachází se v nadmořské výšce 2500 – 3500 m. Typickou plodinou pro tuto zónu je kukuřice setá (Zea mays). V této zóně se také setkáváme s prvními mrazy (-4 °C).